# Wyoming Army National Guard
La Wyoming Army National Guard è una componente della Riserva militare della Wyoming  National Guard, inquadrata sotto la U.S. National Guard. Il suo quartier generale è situato presso la città di Cheyenne.

## Organizzazione
Attualmente, al 2024, sono attivi i seguenti reparti :

### Joint Forces Headquarters
- JFHQ, Army Element
- Medical Detachment
- Recruiting & Retention Battalion
- 197th Public Affairs Detachment
- 84th Civil Support Team

### 94th Troop Command
- Headquarters & Headquarters Company - Laramie
- Aviation Support Facility #1 - Cheyenne Regional Airport
- Company G (-) (MEDEVAC), 2nd Battalion, 211th Aviation Regiment (General Support) - Cheyenne RAP - Equipaggiato con 4 HH-60L 
  - Detachment 6, Company D (AVUM), 2nd Battalion, 211th Aviation Regiment (General Support)
  - Detachment 6, Company E (Forward Support), 2nd Battalion, 211th Aviation Regiment (General Support)
- Detachment 1, Company A (CAC), 2nd Battalion, 149th Aviation Regiment (General Support) - Cheyenne RAP - Equipaggiato con 4 UH-60L 
  - Detachment 7, Company D (AVUM), 2nd Battalion, 149th Aviation Regiment (General Support)
  - Detachment 7, Company E (Forward Support), 2nd Battalion, 149th Aviation Regiment (General Support)
- Detachment 6, Company B, 2nd Battalion, 245th Aviation Regiment (Fixed Wings) - Cheyenne RAP - Equipaggiato con 1 C-12U
- Detachment 53, Operational Support Airlift Command
- Detachment 3, Company B, 834th Aviation Support Battalion
- 133rd Engineer Support Company (-) - Laramie
  - Detachment 1 - Rock Spring
- 67th Army Band - Wheatland
- Company C (-), 1st Battalion, 297th Infantry Regiment - Alston
  - Detachment 1 - Evanston
- Company D (Weapons), 1st Battalion, 297th Infantry Regiment -

### 115th Field Artillery Brigade
- Headquarters & Headquarters Battery - Cheyenne
- 960th Brigade Support Battalion
  -  Headquarters & Service Company (-) - Sheridan
    - Detachment 1 - Worland
    - Detachment 2 - Powell
- 148th Signal Network Company - Cheyenne
- 2nd Battalion, 300th Field Artillery (HIMARS)
  -  Headquarters & Headquarters Battery - Casper
  -  Battery A - Gillette
  -  Battery B - Lander
  -  920th Forward Support Company (-) - Douglas
    - Detachment 1 - Torrington
- 1st Battalion, 147th Field Artillery (MLRS) - South Dakota Army National Guard
- 1st Battalion, 151st Field Artillery (M-777A2) - Minnesota Army National Guard
- 1st Battalion, 144th Field Artillery (PALADIN) - California Army National Guard

### 213th Regiment, Regional Training Institute
- 1st Battalion, 213th Regiment Field Artillery
- 2nd Battalion, 213th Regiment General Support